# دین سترولو
دین سترولو (انگلیسی: Dean Cetrulo; ۲۴ فوریهٔ ۱۹۱۹ – ۹ مهٔ ۲۰۱۰) ورزشکار شمشیربازی اهل ایالات متحده آمریکا بود.
وی در مسابقات کشوری و بین‌المللی در مجموع برندهٔ ۱ مدال برنز شده‌است.